# خواكيم دانيال أندرياس مولر
خواكيم دانيال أندرياس مولر (بالألمانية: Joachim Daniel Andreas Müller)‏ (بالسويدية: Daniel Müller)‏ هو كاتب ألماني وسويدي، ولد في 9 يوليو 1812 في شترالزوند في ألمانيا، وتوفي في 18 سبتمبر 1857 في أوبسالا في السويد.